# Apple M3
Apple M2 Apple M4
L'Apple M3 est un système sur puce (SoC) basé sur une architecture ARM et conçu par Apple. L'Apple M3 inclut un processeur (CPU) et un processeur graphique (GPU).
Il s'agit de la troisième génération d'Apple Silicon, succédant à l'Apple M2.

## Conception
La série M3 est la première conception 3 nm d’Apple pour les ordinateurs de bureau et les ordinateurs portables. Elle est fabriquée par TSMC,.

### CPU
- M3 : processeur à 8 cœurs avec 4 cœurs haute performance et 4 cœurs haute efficacité
- M3 Pro : processeur à 11 ou 12 cœurs avec 5 ou 6 cœurs haute performance et 6 cœurs haute efficacité
- M3 Max : processeur à 14 ou 16 cœurs avec 10 ou 12 cœurs haute performance et 4 cœurs haute efficacité

### GPU
Le GPU repensé comprend des fonctionnalités telles que la mise en cache dynamique, le Mesh Shading et le ray tracing accéléré par le matériel.
La technologie de mise en cache dynamique alloue de la mémoire locale en temps réel. Contrairement aux approches conventionnelles, la mise en cache dynamique garantit que seule la quantité précise de mémoire requise pour une tâche est utilisée, optimisant ainsi l’utilisation de la mémoire et améliorant potentiellement les performances et l’efficacité. Ceci est particulièrement avantageux pour les tâches gourmandes en ressources graphiques, où l’allocation dynamique de mémoire peut être critique.
Les codecs pris en charge sur le M3 incluent le décodage H.264 8K, H.265 8K (8/10 bits, jusqu’à 4:4:4), Apple ProRes 8K, VP9, JPEG et AV1.

### NPU
Le M3 contient du matériel de réseaux de neurones dédié dans un moteur neuronal (NPU) à 16 cœurs capable d’exécuter plus de 18 mille milliards d’opérations par seconde (18 TOPS), ce qui est plus lent que le NPU à 35 TOPS de l'Apple A17 Pro équipant l'iPhone 15 Pro.

#### IA
Apple a spécifiquement ciblé le développement et les charges de travail de l’IA, à la fois avec le Neural Engine et avec la mémoire maximale accrue (128 Go) du M3 Max, permettant des modèles d’IA avec un grand nombre de paramètres. Apple revendique une amélioration de 15 % des performances des charges de travail d’IA sur le M3 (par rapport à la génération précédente M2).

### Mémoire
L’architecture de mémoire unifiée (UMA) du M3 est similaire à celle de la génération M2 ; les SoC M3 utilisent de la SDRAM LPDDR5 à 6400 MT/s. Comme pour les SoC précédents de la série M, cela sert à la fois de RAM et de RAM vidéo. Le M3 dispose de 8 contrôleurs mémoire, le M3 Pro en a 12 et le M3 Max en a 32. Chaque contrôleur a une largeur de 16 bits et est capable d’accéder à jusqu’à 4 Go de mémoire.
Le M3 Pro et le M3 Max à 14 cœurs ont une bande passante mémoire inférieure à celle des M1/M2 Pro et M1/M2 Max respectivement. Le M3 Pro dispose d’un bus mémoire de 192 bits là où les M1 et M2 Pro avaient un bus de 256 bits, ce qui ne donne qu’une bande passante de 150 Go/s contre 200 Go/s pour ses prédécesseurs. Le M3 Max à 14 cœurs n’active que 24 des 32 contrôleurs, il a donc 300 Go/s contre 400 Go/s pour tous les modèles du M1 et du M2 Max, tandis que le M3 Max à 16 cœurs a les mêmes 400 Go/s que les modèles M1 et M2 Max précédents.

### Autres fonctionnalités
Les autres composants comprennent un processeur de signal d’image (ISP), un contrôleur de stockage PCI Express, une Enclave sécurisée et un contrôleur USB4 qui inclut la prise en charge de Thunderbolt 4.

## Produits utilisant la série M3

### M3
- MacBook Pro (14", Nov 2023)
- MacBook Air (13", M3, 2024)
- MacBook Air (15", M3, 2024)
- iMac (24", 2023)
- iPad Air (11", 2025)
- iPad Air (13", 2025)

### M3 Pro
- MacBook Pro (14" et 16", Nov 2023)

### M3 Max
- MacBook Pro (14" et 16", Nov 2023)